# Eutrichota nigrifemoralis
Eutrichota nigrifemoralis är en tvåvingeart som först beskrevs av Huckett 1966.  Eutrichota nigrifemoralis ingår i släktet Eutrichota och familjen blomsterflugor. Inga underarter finns listade i Catalogue of Life.